# François-Nicolas Lenormand
François-Nicolas Lenormand conte di Flaghac (Rennes, 12 gennaio 1708 – Parma, 24 aprile 1783) è stato un diplomatico francese.
Di nobile famiglia, fece la sua comparsa a corte nel 1732; fu Gentiluomo di Camera del re Luigi XV e suo favorito, guadagnandosi la fama di "re dei pettegolezzi"; grazie al favore del re fu nominato ambasciatore a Stoccolma (1741), lavorando duramente per conservare la duratura amicizia tra i due regni, ma partecipò segretamente a diversi intrighi di corte; nel 1745 ricevette l'ordine dei Serafini da re Adolfo Federico di Svezia, ma fu presto richiamato in Francia dal re, che lo volle governatore di Calais, carica estremamente lucrosa; nel 1751 ricevette l'Ordine dello Spirito Santo ed entrò segretamente a far parte della massoneria.
Stabilitosi a Parigi, fu protagonista di numerosi scandali mondani, uno dei quali (1754) lo vide mettere incinta la sua nipote di tredici anni, la contessina Beatricé de Flanghac (1741-1759), che fu costretto a sposare. Ebbe da lei altri due figli, oltre quello concepito in libertinaggio, ma fu anche costretto ad allontanarsi da Parigi; richiamato a corte dopo la morte della moglie a causa di un parto, gli fu fatta sposare per iniziativa dello stesso Luigi XV Marie-Louise O'Murphy, già amante del re, dalla quale ebbe una figlia; nel 1769, Lenormand venne nominato ambasciatore a Parma, dove era divenuta duchessa Maria Amalia d'Asburgo-Lorena, decisamente antifrancese.   
Durante la Rivoluzione francese Lenormand rimase a Parma, dove si spense il 4 giugno 1794.